# Lamprospilus picentia
Lamprospilus picentia is een vlinder uit de familie van de Lycaenidae. De wetenschappelijke naam van de soort werd als Thecla picentia in 1868 gepubliceerd door William Chapman Hewitson.

## Synoniemen
- Gigantorubra ampla Austin & Johnson, 1997
- Gigantorubra fuscafascia Austin & Johnson, 1997